# Натали Апълтън
Натали Джейн Апълтън (на английски: Natalie Jane Appleton) е канадска певица и актриса.

## Биография
Натали Апълтън е родена на 14 май 1973 година в Мисисага. Става известна с английската група „Ол Сейнтс“ със сестра си Никол. Година по-късно след разпадането на групата съставят дуета „Appleton“ със сестра си, който през 2005 се разпада. През 1992 година на 19-годишна възраст ражда дъщеря си Rachel Appleton на 19 май. През 2002 г. се запознава с Лиъм Хаулет от Продиджи, с когото се женят на 6 юни 2002 г., а на 2 март 2004 година се ражда сина им Ейс Хаулет.

## Дискография

### Студийни албуми
- Everything's Eventual (2003)

### Сингли
- Fantasy (2002)
- Don't Worry (2003)
- Everything Eventually (2003)

## Видеоклипове
| Видеоклип             | Премиера | Албум                 |
| --------------------- | -------- | --------------------- |
| Fantasy               | 2002     | Everything's eventual |
| Don't worry           | 2003     | Everything's eventual |
| Everything eventually | 2003     | Everything's eventual |